# Chiyono Hasegawa
 (septembre 2024).
Si vous disposez d'ouvrages ou d'articles de référence ou si vous connaissez des sites web de qualité traitant du thème abordé ici, merci de compléter l'article en donnant les références utiles à sa vérifiabilité et en les liant à la section « Notes et références ».
Chiyono Hasegawa (長谷川 チヨノ, Hasegawa Chiyono) est une supercentenaire japonaise née le 20 novembre 1896 à Saga et morte le 2 décembre 2011 dans la même préfecture.

## Biographie
Chiyono Hasegawa est la personne vérifiée la plus vieille du Japon, depuis la mort de Kama Chinen, le 2 mai 2010, et la personne la plus vieille en Asie. Elle est la deuxième personne vivante vérifiée la plus vieille dans le monde, après l'américaine Besse Cooper et cela jusqu'à sa mort le 2 décembre 2011 à l'âge de 115 ans.
Le 20 novembre 2011, elle célèbre son 115e anniversaire, étant la 24e personne dans l'Histoire à y être parvenue. Elle est la deuxième personne à célébrer ses 115 ans, en 2011.
À sa mort, le doyen du Japon est un homme, âgé de 114 ans, Jirōemon Kimura. Il est né le 19 avril 1897.